# Carpophthoromyia tritea
Carpophthoromyia tritea es una especie de insecto del género Carpophthoromyia de la familia Tephritidae del orden Diptera.

## Historia
Walker la describió científicamente por primera vez en el año 1849.